# Первичный дилер
Первичный дилер — дилер по правительственным облигациям, имеющий право покупать вновь выпущенные бумаги непосредственно у казначейства, постоянно котирующий цены продавца и покупателя и действующий на свой страх и риск в отношениях с федеральным резервным банком Нью-Йорка (собственный капитал такого дилера должен быть не менее 10 млн долларов).

## Текущий список
На 18 июля 2013 года список ФРБ Нью-Йорка включает такие компании:
- Bank of Nova Scotia, New York Agency
- BMO Capital Markets Corp.
- BNP Paribas Securities Corp.
- Barclays Capital Inc.
- Cantor Fitzgerald & Co.
- Citigroup Global Markets Inc.
- Credit Suisse Securities (USA) LLC
- Daiwa Capital Markets America Inc.
- Deutsche Bank Securities Inc.
- Goldman, Sachs & Co.
- HSBC Securities (USA) Inc.
- Jefferies LLC
- J.P. Morgan Securities LLC
- Merrill Lynch, Pierce, Fenner & Smith Incorporated
- Mizuho Securities USA Inc.
- Morgan Stanley & Co. LLC
- Nomura Securities International, Inc.
- RBC Capital Markets, LLC
- RBS Securities Inc.
- SG Americas Securities, LLC
- UBS Securities LLC.